# Amtsgericht Heldrungen
Das Amtsgericht Heldrungen war ein Gericht der ordentlichen Gerichtsbarkeit in Heldrungen.

## Geschichte
Von 1849 bis 1879 bestand in Heldrungen die Gerichtskommission Heldrungen des Kreisgerichtes Naumburg. Im Rahmen der Reichsjustizgesetze wurden reichsweit einheitlich Oberlandes-, Land- und Amtsgerichte gebildet. Das königlich preußische Amtsgericht Heldrungen wurde mit Wirkung zum 1. Oktober 1879 als eines von 15 Amtsgerichten im Bezirk des Landgerichtes Naumburg im Bezirk des Oberlandesgerichtes Naumburg gebildet. Der Sitz des Gerichtes war die Stadt Heldrungen. Sein Gerichtsbezirk umfasste aus dem Landkreis Eckardsberga den Stadtbezirk Heldrungen, die Amtsbezirke Cannawurf, Gorsleben und Ober-Heldrungen sowie Teile der Amtsbezirke Reinsdorf und Leubingen. Am Gericht bestand 1880 eine Richterstelle. Das Amtsgericht war damit ein kleines Amtsgericht im Landgerichtsbezirk.
Im Zweiten Weltkrieg wurde das Amtsgericht Heldrungen 1945 aufgehoben. Bis 1949 bestand der Standort als Außenstelle (Abteilung 3) des Amtsgerichtes Kölleda weiter.